# Primorsk, Kaliningrad
Primorsk (în rusă Приморск, în germană, până în 1946, Fischhausen/Schönewick, în poloneză Rybaki, în lituaniană Žuvininkai) este o localitate cu 2100 loc. (2006) situat în regiunea Kaliningrad, Rusia.

## Date geografice
Localitatea este amplasată în golful Калининградский залив  (germ. Frisches Haff, pol. Zalew Wiślany) la sud-vest de Kaliningrad.

## Evoluția populației
| Anul | Nr. locuitori |
| ---- | ------------- |
| 1875 | 2459 *        |
| 1885 | 2758 *        |
| 1890 | 2874 *        |
| 1933 | 3492 *        |
| 1939 | 3879 *        |
| 1989 | 1792 *        |
| 2002 | 2150 *        |
| 2006 | 2118          |

## Personalități marcante
- Dietrich von Saucken (1892–1980), general german
- Wilhelm Wien (1864–1928), fizician, laureat al premiului Nobel